# Alcohol graso

Alcohol graso

Los alcoholes grasos (o alcoholes de cadena larga) son generalmente de alto peso molecular, alcoholes primarios de cadena lineal, pero también pueden variar desde tan poco como 4-6 átomos de carbono a tantos como 22-26, derivados de grasas y aceites naturales. La longitud exacta de la cadena alifática varía con la fuente. Algunos alcoholes grasos comercialmente importantes son el alcohol láurico, alcohol estearílico y alcohol oleico. Son sólidos cerosos incoloros, aunque las muestras impuras pueden aparecer de color amarillo. Los alcoholes grasos generalmente tienen un número par de átomos de carbono y un solo grupo de alcohol (-OH) unido al carbono terminal. Algunos son insaturados y algunos están ramificados. Son ampliamente utilizados en la industria.

## Nombres comunes y compuestos relacionados
| Nombre                                                    | Átomos de carbono | Ramificado/insaturado | Fórmula | Derivado del ácido graso |
| 1-Hexanol (alcohol hexílico)                              | C6 (6:0)          |                       | C6H14O  | Ácido caproico           |
| Heptanol (alcohol heptílico)                              | C7 (7:0)          |                       | C7H16O  |                          |
| 1-Octanol (alcohol octílico, alcohol caprílico)           | C8 (8:0)          |                       | C8H18O  | Ácido caprílico          |
| 2-Etilhexanol                                             | C8                | Ramificado            | C8H18O  |                          |
| 1-Nonanol (alcohol pelargónico)                           | C9 (9:0)          |                       | C9H20O  |                          |
| 1-Decanol (alcohol decílico)                              | C10 (10:0)        |                       | C10H22O | Ácido cáprico            |
| 1-Undecanol (alcohol undecilico)                          | C11 (11:0)        |                       | C11H24O |                          |
| Dodecanol (alcohol láurico)                               | C12 (12:0)        |                       | C12H26O | Ácido láurico            |
| 1-Tridecanol (alcohol tridecílico)                        | C13 (13:0)        |                       | C13H28O |                          |
| 1-Tetradecanol (alcohol miristílico)                      | C14 (14:0)        |                       | C14H30O | Ácido mirístico          |
| 1-Pentadecanol (alcohol pentadecílico)                    | C15 (15:0)        |                       | C15H32O |                          |
| 1-Hexadecanol (Alcohol cetílico, alcohol palmitílico)     | C16 (16:0)        |                       | C16H34O | Ácido palmítico          |
| Alcohol palmitoleico (cis-9-hexadecen-1-ol)               | C16 (16:1 cis-9)  | Insaturado            | C16H34O | Ácido palmitoleico       |
| 1-Heptadecanol (1-n-heptadecanol, alcohol heptadecílico)  | C17 (17:0)        |                       | C17H36O |                          |
| 1-Octadecanol (alcohol estearílico, alcohol octadecílico) | C18 (18:0)        |                       | C18H38O | Ácido esteárico          |
| Alcohol oleico (cis-9-octadecen-1-ol)                     | C18 (18:1 cis-9)  | Insaturado            | C18H36O | Ácido oleico             |
| 1-Nonadecanol (alcohol nonadecílico)                      | C19 (19:0)        |                       | C19H40O |                          |
| 1-Eicosanol (alcohol araquidílico)                        | C20 (20:0)        |                       | C20H42O | Ácido araquídico         |
| Docosanol (alcohol behenílico)                            | C22 (22:0)        |                       | C22H46O | Ácido behénico           |
| 1-Tetracosanol (alcohol lignocerílico)                    | C24 (24:0)        |                       | C24H50O | Ácido lignocérico        |
| 1-Hexacosanol                                             | C26 (26:0)        |                       | C26H54O | Ácido cerótico           |
| 1-Heptacosanol                                            | C27 (29:0)        |                       | C27H56O |                          |
| 1-Octacosanol                                             | C28 (28:0)        |                       | C28H58O | Ácido montánico          |
| 1-Nonacosanol                                             | C29 (29:0)        |                       | C29H60O |                          |
| 1-Triacontanol                                            | C30 (30:0)        |                       | C30H62O |                          |